# Kelly Liggan
Kelly Liggan (født 5. februar 1979 i Dublin) er en kvindelig tennisspiller fra Irland, som har stoppet karrieren. Kelly Liggan startede sin karriere i 1996 og sluttede i 2010. 
5. oktober 2003 opnåede Kelly Liggan sin højeste WTA single rangering på verdensranglisten som nummer 61. 